# 1998년 미스코리아
1998년 미스코리아는 1998년 5월 23일에 서울특별시 종로구의 세종문화회관에서 열린 마흔두 번째 미스코리아 선발대회이다. 문화방송(MBC TV)으로 중계하였으나, 채점 오류가 파장이 일으켰다.

## 입상자
| 대회 |        | 진 (眞)         | 선 (善)                  | 미 (美) |
| ---- | ------ | --------------- | ------------------------ | ------- |
| 본선 | 최지현 | 김건우 · 이재원 | 양소현 · 이정민 · 최윤희 |         |
| 강원 | 김수미 | 채주연          | 김희정                   |         |
| 경기 | 조현숙 | 신은정          | 김정현                   |         |
| 경남 | 손지연 | 최진            | 강남주                   |         |
| 경북 | 곽신혜 | 윤지윤          | 김지혜                   |         |
| 광주 | 이주랑 | 이명숙          | 김지영                   |         |
| 대구 | 서혜진 | 이정희          | 이승현                   |         |
| 대전 | 이재원 | 정윤주          | 한지연                   |         |
| 충남 | 이재원 | 정윤주          | 한지연                   |         |
| 부산 | 조혜진 | 김효진          | 임미경                   |         |
| 서울 | 최지현 | 이은희          | 홍선영                   |         |
| 울산 | 최선우 | 신미정          | 송영란                   |         |
| 인천 | 안정림 | 최윤영          | 방실                     |         |
| 전남 | 차서원 | 박수연          | 문새별                   |         |
| 전북 | 이지은 | 김건우          | 최윤희                   |         |
| 제주 | 최정임 | 오인실          | 구은하                   |         |
| 충북 | 양소현 | 조은래          | 이정민                   |         |

## 참가자 사진

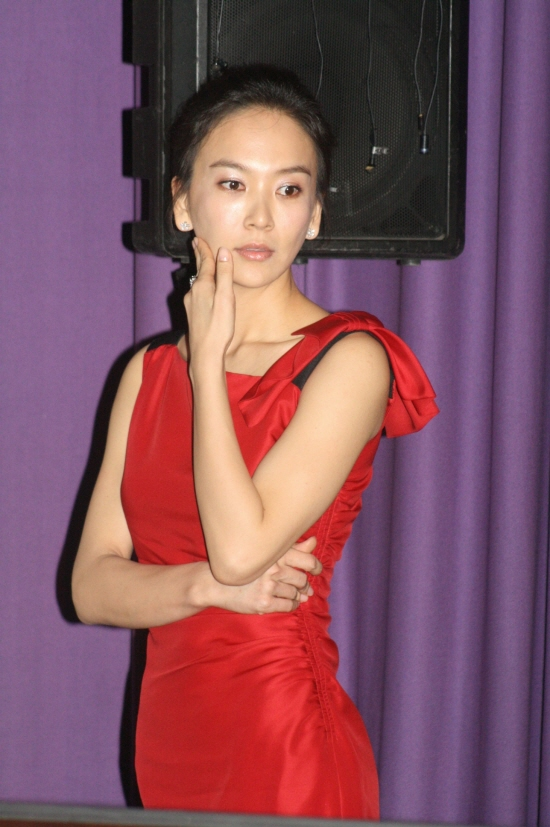
1998년 미스코리아 진 최지현, 미스 서울 진